# Festival Internacional de Cine de Cannes de 1964
La 17.ª edición del Festival Internacional de Cine de Cannes se desarrolló entre el 29 de abril al 14 de mayo de 1964. En esta ocasión la Palma de Oro fue renombrada "Grand Prix du Festival International du Film", denominación que mantendría hasta 1974, cuando recuperó el nombre de Palma de Oro.
La Palma de Oro fue otorgada a Los paraguas de Cherburgo de Jacques Demy. El festival se abrió con Cent mille dollars au soleil, dirigida per Henri Verneuil.

## Jurado

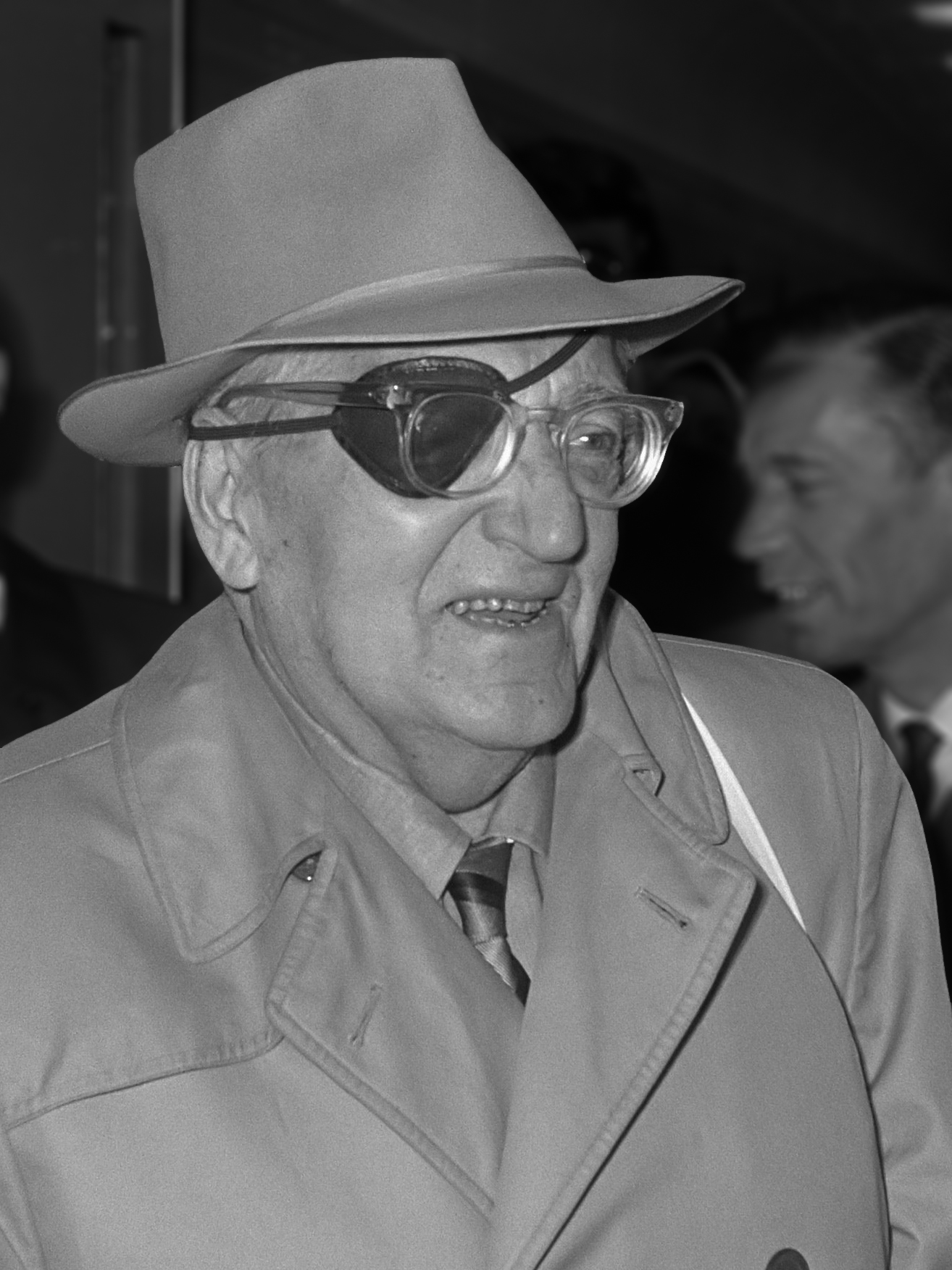
Fritz Lang, presidente del jurado

Las siguientes personas fueron nominadas para formar parte del jurado de la competición principal en la edición de 1964:
- Fritz Lang (RFA) Presidente
- Charles Boyer (Francia) Vicepresidente
- Joaquín Calvo Sotelo (España)
- René Clément (Francia)
- Jean-Jacques Gautier (Francia) (periodista)
- Alexandre Karaganov (URSS) (crítico)
- Lorens Marmstedt (Suecia)
- Geneviève Page (Francia)
- Raoul Ploquin (Francia)
- Arthur M. Schlesinger, Jr. (EE. UU.)
- Véra Volmane (Francia) (periodista)

Cortometrajes
- Jean-Jacques Languepin (Francia) Vicepresidente
- Jiří Brdečka (Chechoslovaquia)
- Robert Ménégoz (Francia)
- Hubert Seggelke (RFA)
- Alex Seiler (Suiza)

## Selección oficial
Las siguientes películas compitieron por la Palma de Oro:

### En competición – películas
- Taiheiyo hitori-botchi de Kon Ichikawa
- La donna scimmia de Marco Ferreri
- Vidas Secas de Nelson Pereira dos Santos
- Deus e o Diabo na Terra do Sol de Glauber Rocha
- Krik de Jaromil Jireš
- Die Tote von Beverly Hills de Michael Pfleghar
- Pacsirta de László Ranódy
- La niña de luto de Manuel Summers
- Cent mille dollars au soleil de Henri Verneuil
- Ya shagayu po Moskve de Georgi Daneliya
- El laila el akhira de Kamal El Sheikh
- Primero yo de Fernando Ayala
- Mujhe Jeene Do de Moni Bhattacharjee
- One Potato, Two Potato de Larry Peerce
- La pasajera de Andrzej Munk
- Siempre estoy sola de Jack Clayton
- Kvarteret Korpen de Bo Widerberg
- Ta Kokkina fanaria de Vasilis Georgiadis
- Seducida y abandonada de Pietro Germi
- La peau douce de François Truffaut
- Los paraguas de Cherburgo de Jacques Demy
- Tetri karavani de Eldar Xengelaia y Tamaz Meliava
- La mujer de la arena de Hiroshi Teshigahara
- The World of Henry Orient de George Roy Hill
- The Visit de Bernhard Wicki

### Películas fuera de competición
Las siguientes películas fueron seleccionadas para ser exhibidas fuera de la competición:
- La caída del Imperio Romano de Anthony Mann
- Skoplje '63 de Veljko Bulajić
- Le voci bianche de Pasquale Festa Campanile y Massimo Franciosa

### Cortometrajes en competición
Los siguientes cortometrajes competían para la Palma de Oro al mejor cortometraje:
- 1,2,3... de Gyula Macskássy, Gyorgy Varnai
- Age Of The Buffalo de Austin Campbell
- Clair obscur de Georges Sluizer
- Dawn Of The Capricorne de Ahmad Faroughy-Kadjar
- Flora nese smrt de Jiri Papousek
- Help ! My Snowman's Burning Down de Carson Davidson
- Himalayan Lakes de Dr. Gopal Datt
- Kedd de Mark Novak
- La douceur du village de François Reichenbach
- La fuite en Egypte de Waley Eddin Sameh
- Lacrimae rerum de Nicolas Nicolaides
- Lamb de Paulin Soumanou Vieyra
- Las murallas de Cartagena de Francisco Norden
- Le prix de la victoire (Défi)渋谷昶子 de Nobuko Shibuya
- Li mali mestieri de Gianfranco Mingozzi
- Marines Flamandes de Lucien Deroisy
- Max Ernst Entdeckungsfahrten ins Unbewusste de Carl Lamb, Peter Schamoni
- Medju oblacima de Dragan Mitrovic
- Memoria Traudafirului de Sergui Nicolaesco
- Sillages de Serge Roullet
- The Peaches de Michael Gill
- The Raisin Salesman de William Melendez

## Secciones paralelas

### Semana Internacional de la Crítica
Las siguientes películas fueron elegidas para ser proyectadas en la Semana de la Crítica (3º Semaine de la Critique):
- Prima della rivulozione de Bernardo Bertolucci
- Ganga Zumba de Carlos Diégues
- Goldstein de Philip Kaufman, Benjamin Manaster
- La Herencia de Ricardo Alventosa
- Joseph Killian de Pavel Juracek y Jan Schmidt
- Die Parallelstrasse de Ferdinand Khitti
- O necem jinem de Vera Chytilová
- Point of Order de Emile de Antonio
- La nuit du bossu de Farokh Ghafari
- La vie à l'envers de Alain Jessua

## Palmarés
Los galardonados en las secciones oficiales de 1964 fueron:
- Grand Prix du Festival International du Film: Los paraguas de Cherburgo de Jacques Demy
- Gran Premio del Jurado: La mujer de la arena de Hiroshi Teshigahara
- Premio a la interpretación masculina: 
  - Antal Páger per Pacsirta
  - Saro Urzì por Seducida y abandonada
- Premio a la interpretación femenina: 
  - Barbara Barrie por One Potato, Two Potato
  - Anne Bancroft por Siempre estoy sola
- Mención especial: Andrzej Munk por La pasajera a la totalidad de su obra
- Palma de Oro al mejor cortometraje: Le prix de la victoire de Nobuko Shibuya y La douceur du village de François Reichenbach
- Gran premio técnico: Skaterdater de Noel Black
- Prix spécial du Jury: Help ! My Snowman's Burning Down de Carson Davidson y Sillages de Serge Roullet
- Premio técnico del cortometraje: Dawn Of The Capricorne de Ahmad Faroughy-Kadjar

### Premios independentes
- Premios FIPRESCI[7]ː Pasażerka de Andrzej Munk

Commission Supérieure Technique
- Premio Vulcan: 
  - Los paraguas de Cherburgo de Jacques Demy
  - Die Tote von Beverly Hills de Michael Pfleghar

Premio OCIC
- Premio OCIC: 
  - Los paraguas de Cherburgo de Jacques Demy
  - Vidas Secas de Nelson Pereira dos Santos

Premio Kodak al mejor cortometraje
- Lacrimae rerum de Nicolas Nicolaides

## Media
- INA: Apertura del festival de 1964 (en francés)
- INA: Arrivée des personnalités au Palais des festivals (en francés)
- INA: Lista de ganadores del festival de 1964 (en francés)

## Ceremonias
- Datos: Q897601